# Krásno nad Kysucou
Pour les articles homonymes, voir Krásno.
Krásno nad Kysucou (hongrois : Karásznó) est une ville de la région de Žilina en Slovaquie.

## Démographie

### Évolution de la population
| Année:               | 1994. | 2004.   | 2014.   | 2024.   |
| -------------------- | ----- | ------- | ------- | ------- |
| Nombre de personnes: | 6863  | 7038    | 6831    | 6506    |
| Différence:          |       | +2,54 % | -2,94 % | -4,75 % |

| Année:               | 2023. | 2024.   |
| -------------------- | ----- | ------- |
| Nombre de personnes: | 6544  | 6506    |
| Différence:          |       | -0,58 % |

## Quartiers
- Ústredie
- Kalinov
- Blažkov
- Drozdov

## Jumelages
- Frenštát pod Radhoštěm (Tchéquie)
- Milówka (Pologne)